# رالي تشيلي
رالي تشيلي (بالإسبانية: Rally de Chile)‏ هو سباق رالي للسيارات أقيم لأول مرة في عام 2018 في كونثبثيون وأنحاء إقليم بيو بيو في تشيلي. كجزء من محاولة الانضمام إلى جدول سباقات بطولة العالم للراليات. ونجحً في ذلك في موسم 2019. مما جعل تشيلي من الرالي الدولة الثانية والثلاثين التي تستضيف جولة من البطولة منذ انطلاقها في عام 1973.